# 沈雲山
沈雲山（英語：Shum Wan Shan）是在香港九龍東部的一個山丘，高177米，地圖上多沒標示。該山俗稱為「水塘山」。沈雲山跟其西北面的平山形成佐敦谷。沈雲山東北面為大上托（安達臣道石礦場），兩山之間的山谷已開發成順天邨。沈雲山北面是順利邨、順安邨和飛鵝山，南面則為鱷魚山和牛頭角。

## 山上設施
沈雲山的山頂上，建有水務署的觀塘上食水配水庫和觀塘上海水配水庫。配水庫平台上建有由康樂及文化事務署管理的觀塘上配水庫花園，是區內的晨運熱點。

## 山下設施
沈雲山山腳有數座政府建築物，北為佐敦谷海水配水庫和前佐敦谷水塘，南為福建中學和樂華天主教小學，西為沈雲山海水抽水站及沈雲山食水抽水站。

## 前往方法
市民可從入口位於北面順利邨道的車路，或從南面振華道經「振華道晨運徑」步行至山頂。

## 其他
在觀塘上海水配水庫的後面，有一個香港水務局山洞。山洞已有閘門封鎖，從閘門的窗口看進，裡面有生銹之水管及一些設備，而閘門之上則刻有金屬字「HKWW 1965」。

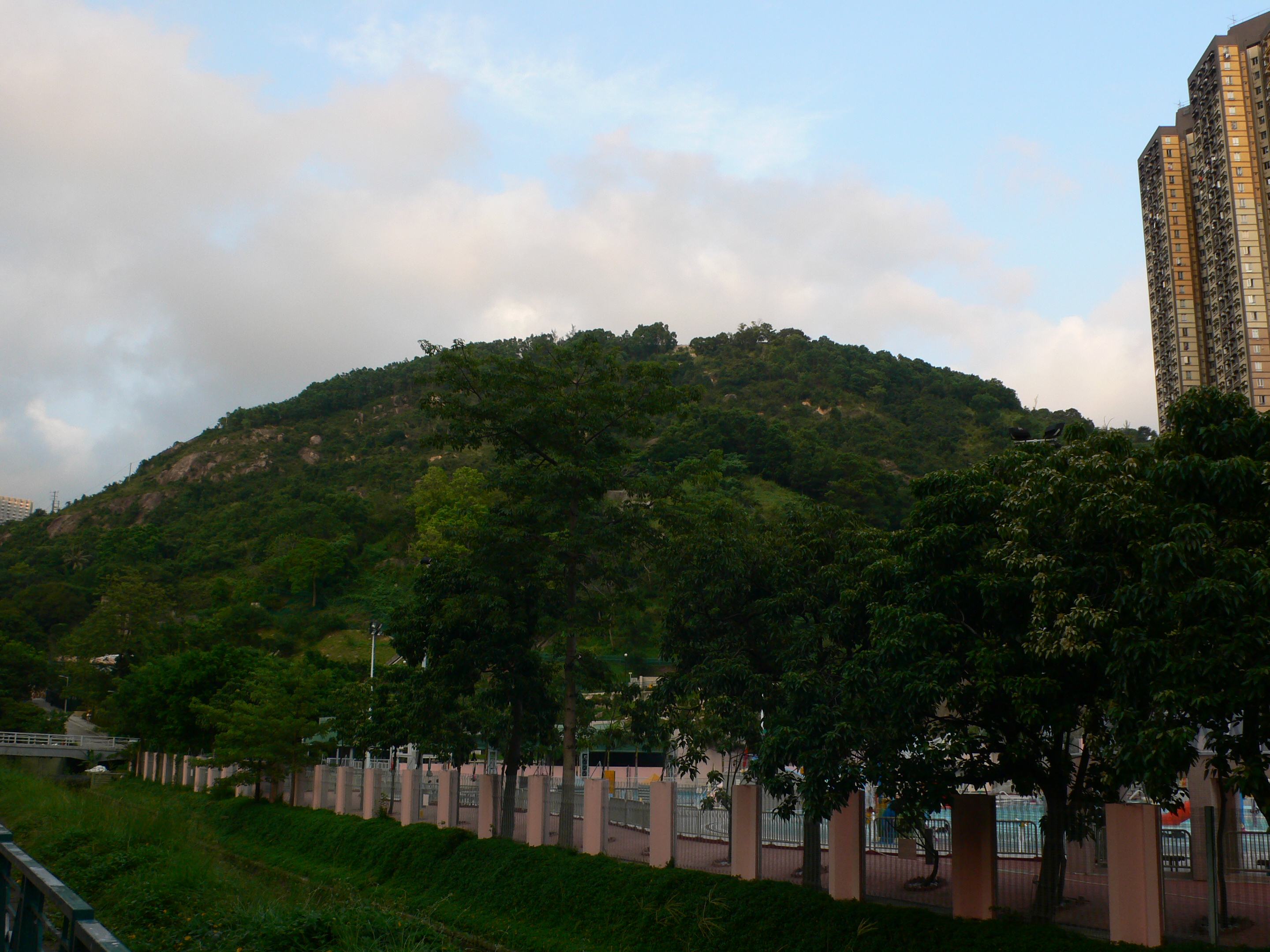
沈雲山，攝於佐敦谷渠
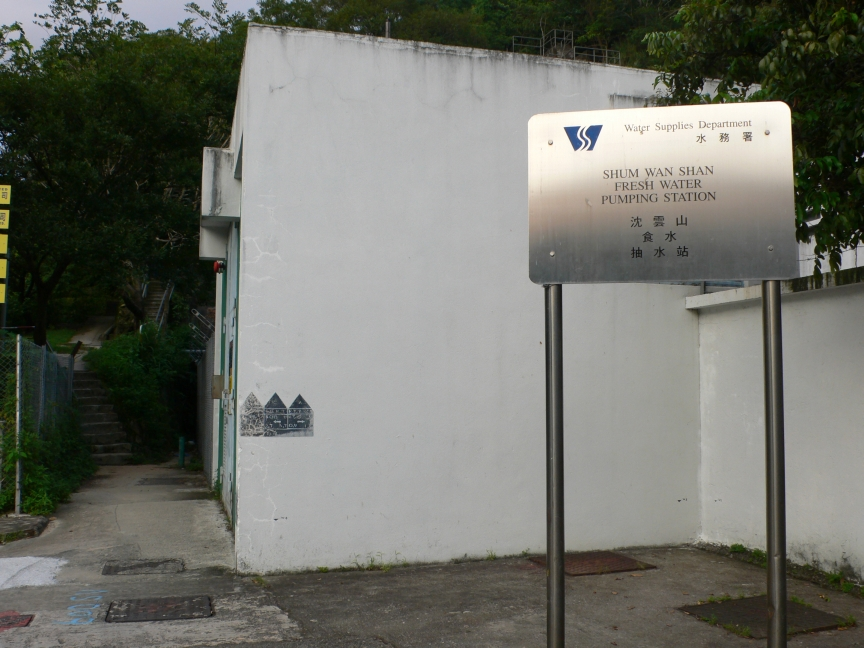
沈雲山食水抽水站舊貌
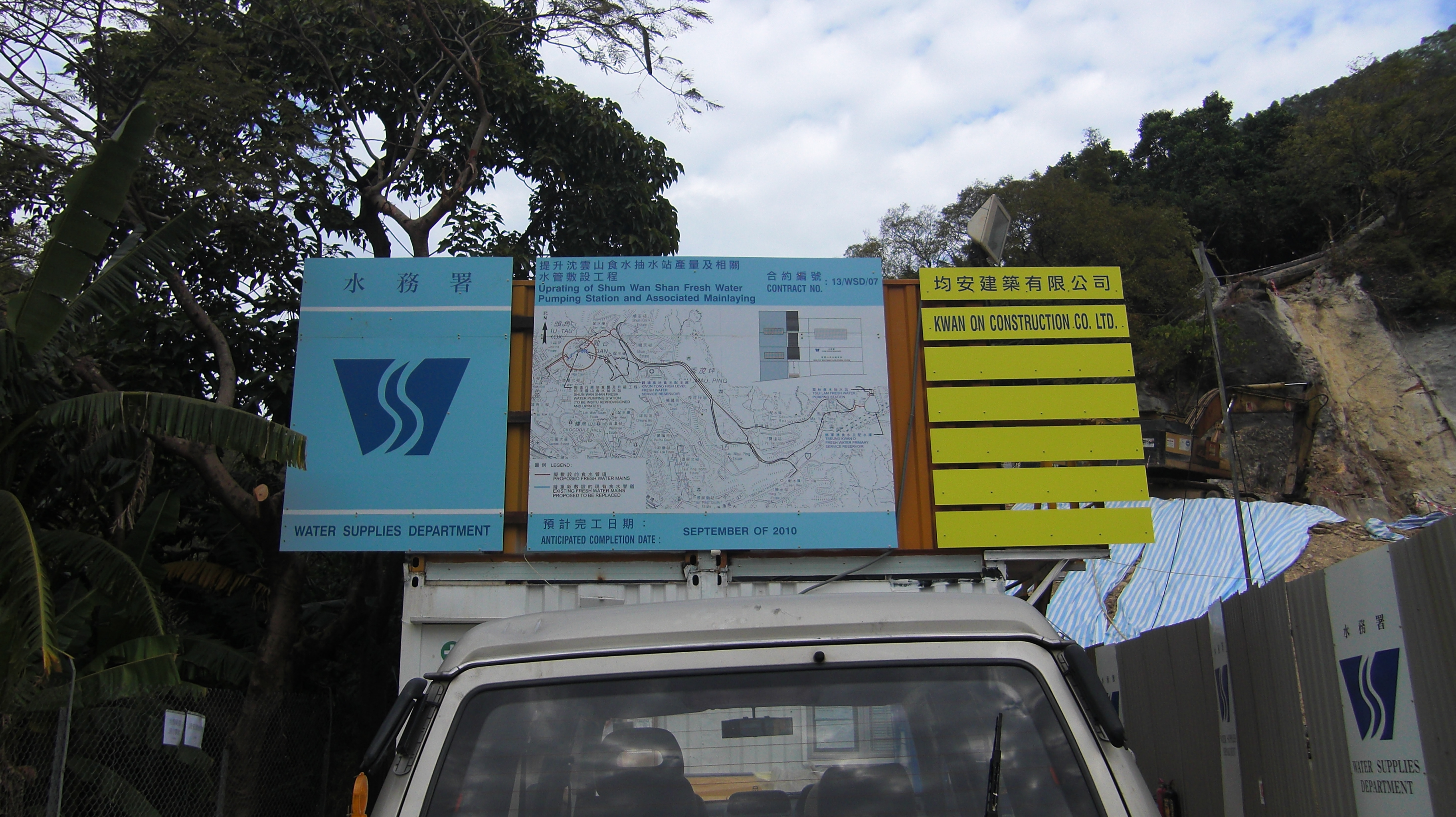
重置中的沈雲山食水抽水站（2008年12月）
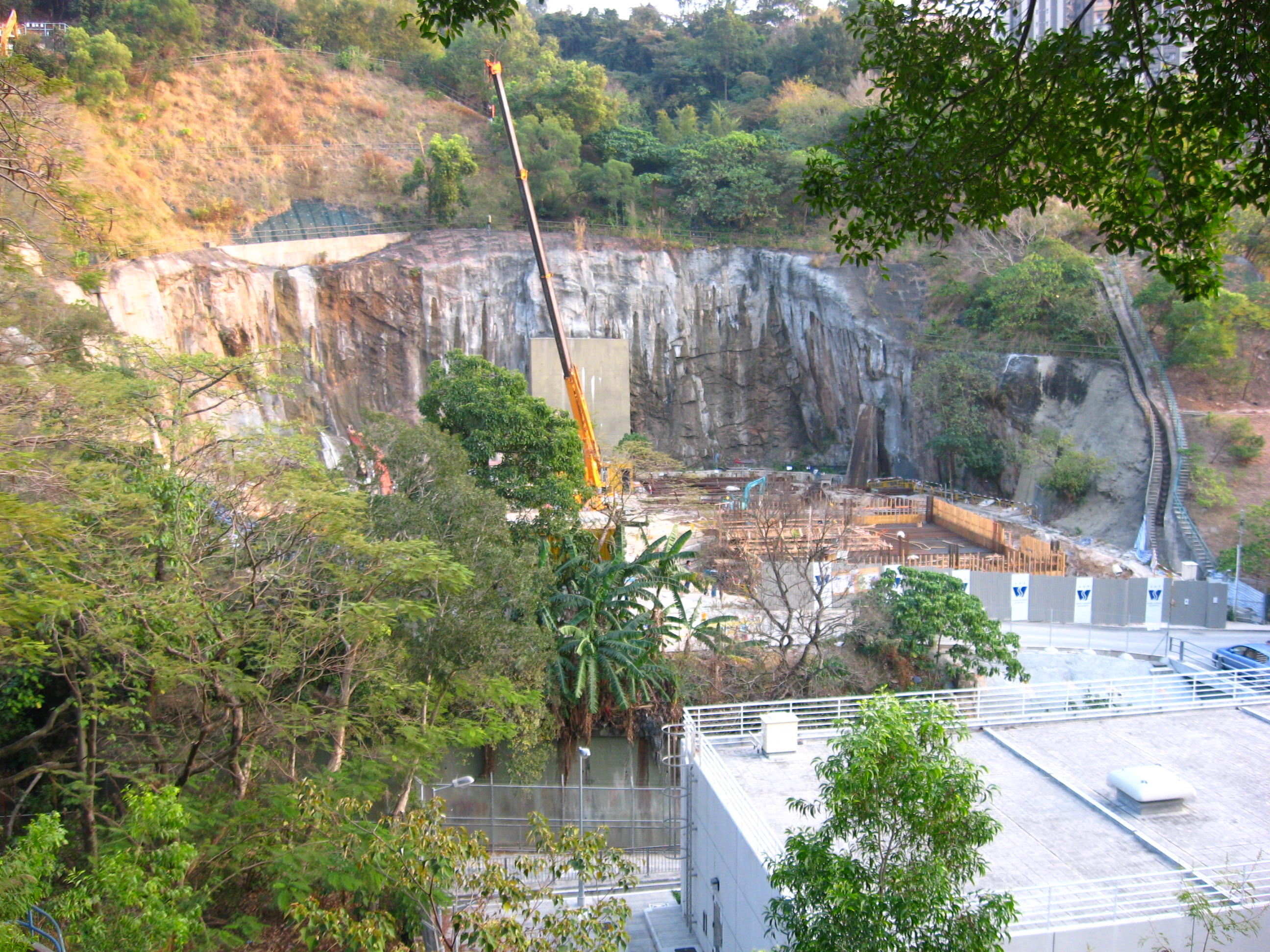
重置中的沈雲山食水抽水站（2009年1月）
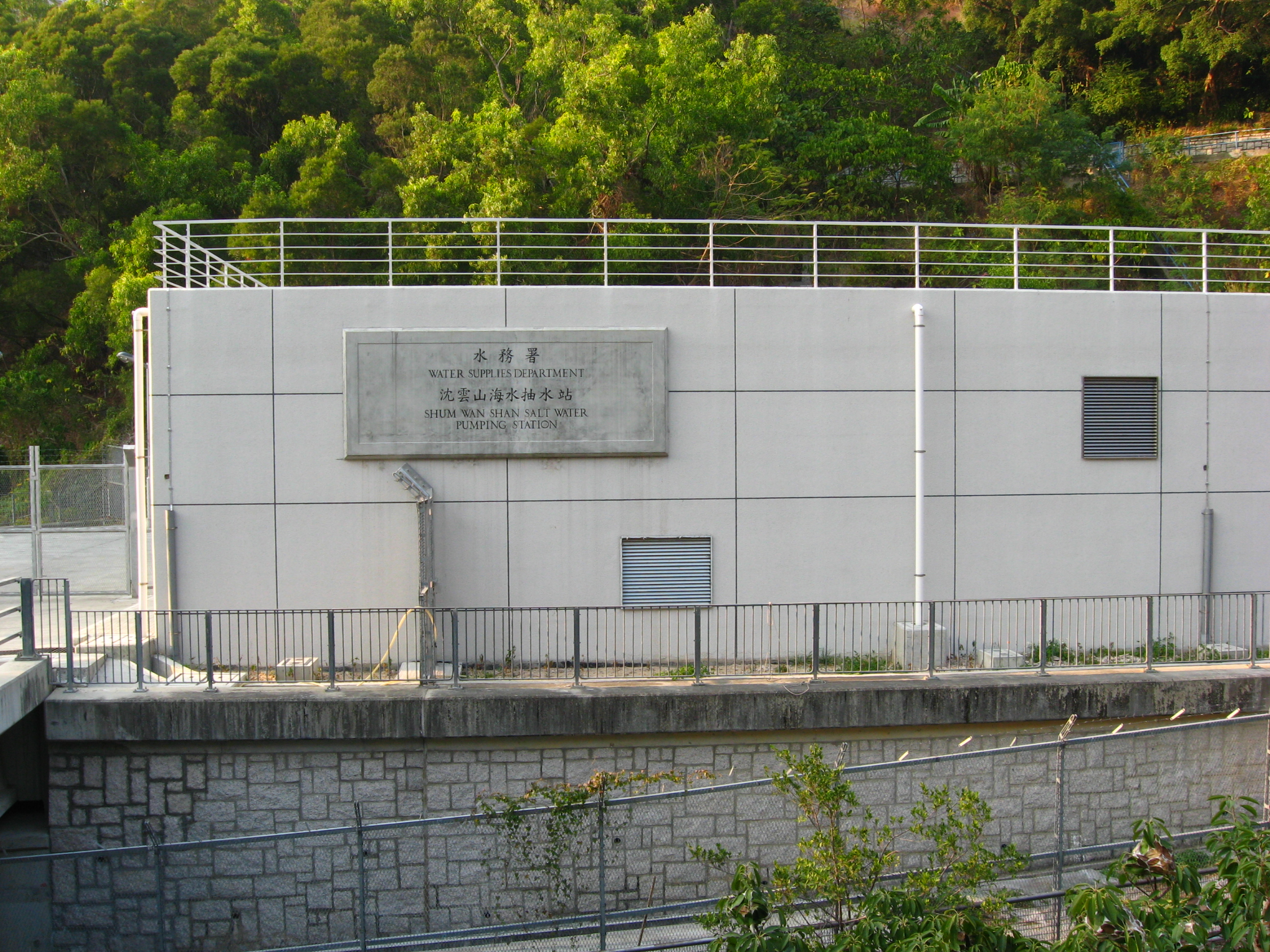
沈雲山海水抽水站新貌
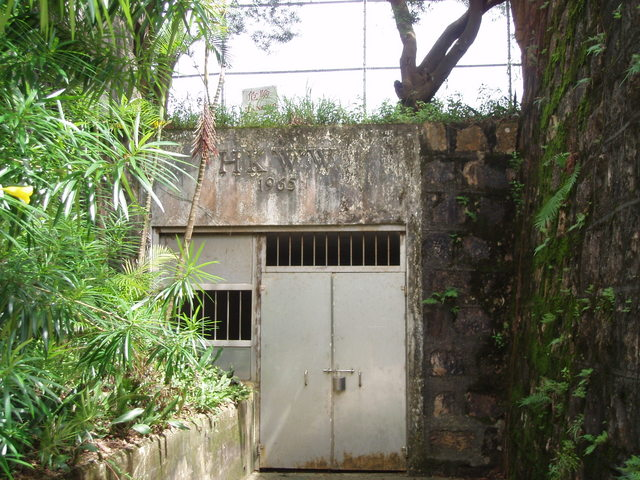
防空山洞